# 維拉昆卡山
13°53′49″S 70°26′47″W / 13.89694°S 70.44639°W
維拉昆卡山（Vela Cunca），是秘魯的山峰，位於該國東南部普諾大區，處於阿林卡帕克山西北面，屬於安第斯山脈中卡利亞瓦亞山脈的一部分，海拔高度5,350米。